# Delaware Route 1
Delaware Route 1 (DE 1) – droga stanowa o długości 165,79 km o szerokości od dwóch do trzech pasów ruchu, biegnąca od granicy stanów Maryland-Delaware przy linii brzegowej Oceanu Atlantyckiego do autostrady Delaware Turnpike (Interstate 95) w pobliżu miasta Wilmington.
Droga, która powstała pod koniec lat 70. XX w., na początku swojego istnienia była drogą jednopasmową i była oznaczona jako część drogi stanowej Delaware Route 14, jednak ta została później skrócona do miasta Milford. Między latami 70. XX w. a 1995 rokiem Delaware Route 1 kończyła się w miejscu, w którym obecnie znajduje się droga międzystanowa U.S. Route 113. W połowie lat 70. XX w. magistrala otrzymała nazwę Korean War Veterans Memorial Highway.

## Przebieg drogi

### Granica stanów Delaware–Maryland – Lewes

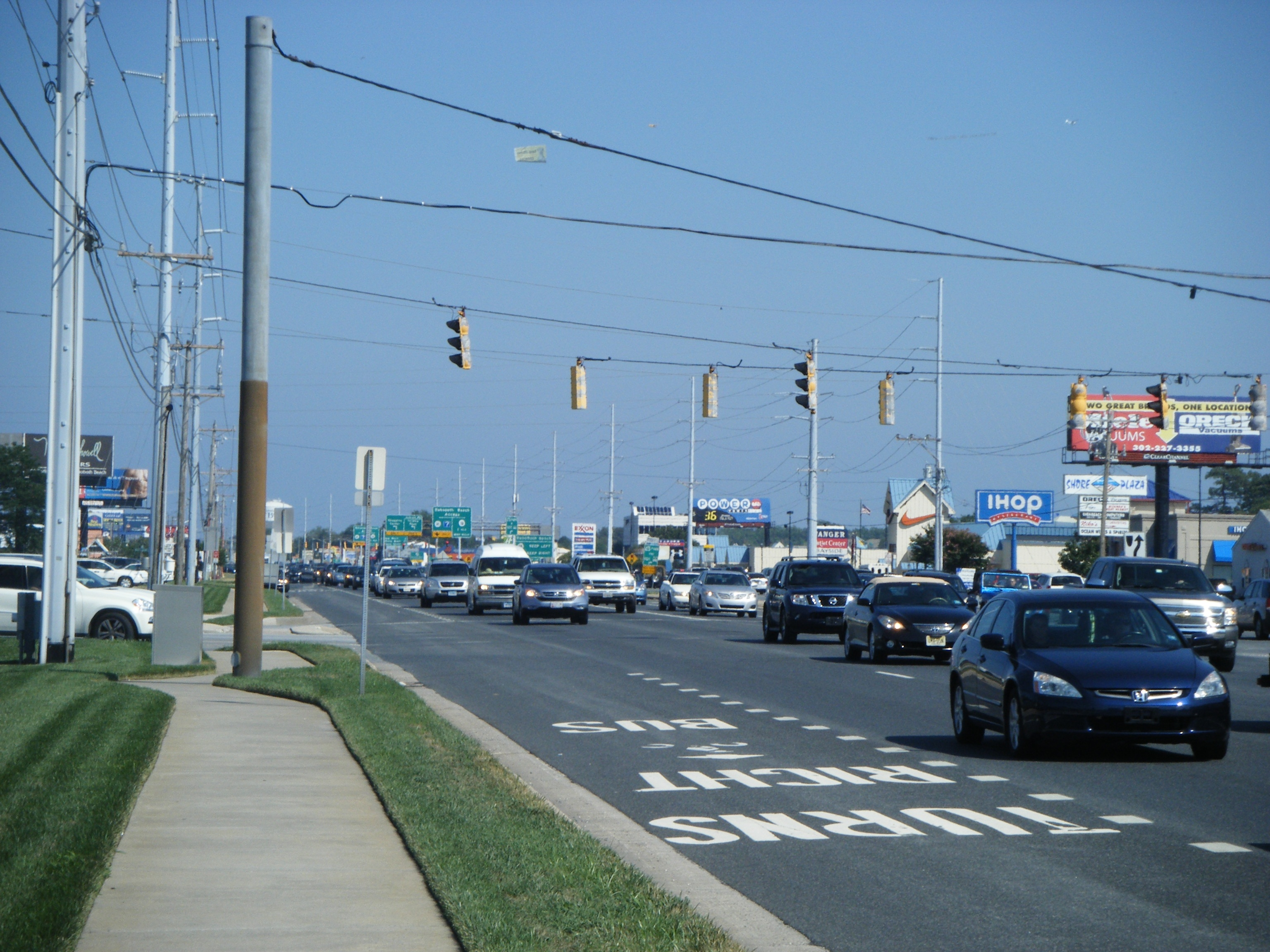
DE 1 w Rehoboth Beach, w pobliżu DE 1A (widok w kierunku południowym)

Delaware Route 1 rozpoczyna się przy granicy stanów Delaware i Maryland, na południe od skrzyżowania z drogą stanową Delaware Route 54 w Fenwick Island. DE 1 jest kontynuacją drogi Maryland Route 528 kończącej się przy granicy stanów Delaware i Maryland w mieście Ocean City. Droga, w większości dwupasmowa oraz trójpasmowa na obszarze miejscowości wypoczynkowych, biegnie wzdłuż wybrzeża Oceanu Atlantyckiego jako Coastal Highway. 50-milowy odcinek drogi rozpoczynający się w Ocean City posiada skrzyżowania z sygnalizatorami świetlnymi i biegnie przez teren parku stanowego Fenwick Island oraz miast South Bethany i Bethany Beach. Po dotarciu do parku stanowego Delaware Seashore DE 1 pokonuje rzekę Indian River (łączy zatoki Rehoboth i Indian River z Oceanem Atlantyckim) za pomocą mostu Indian River Inlet Bridge. 20 stycznia 2012 roku zakończyła się jego przebudowa do standardów mostu wantowego, swoją konstrukcją przypominającego most Chesapeake & Delaware Canal Bridge.
Po pokonaniu mostu DE 1 biegnie dalej na północ wzdłuż parku stanowego, po drodze mijając wieże widokowe wykorzystywane przez amerykańską armię podczas II wojny światowej. Po opuszczeniu parku stanowego droga dociera do miasta Dewey Beach, gdzie rozpoczyna się droga Delaware Route 1A i biegnie do miasta Rehoboth Beach, podczas gdy DE 1 kieruje się na północny zachód, po czym pokonuje kanał Lewes and Rehoboth Canal i ponownie krzyżuje się z DE 1A. Na odcinku między północnym skrzyżowaniem z DE 1A i miastem Lewes droga posiada trzy pasy ruchu i biegnie przez teren obszaru komercyjnego, na którym znajduje się outlet Tanger Factory Outlet Centers. Po opusczeniu tego obszaru, w pobliżu Lewes DE 1 krzyżuje się z U.S. Route 9 i Delaware Route 404. Za pomocą U.S. Route 9 można dotrzeć do drogi szybkiego ruchu Garden State Parkway oraz stanu New Jersey poprzez przepłynięcie promem Cape May – Lewes Ferry, natomiast za pomocą DE 404 można dotrzeć do obszaru metropolitarnego Baltimore poprzez pokonanie mostu William Preston Lane Jr. Memorial Bridge, którym biegnie również U.S. Route 50.

### Lewes – Dover Air Force Base

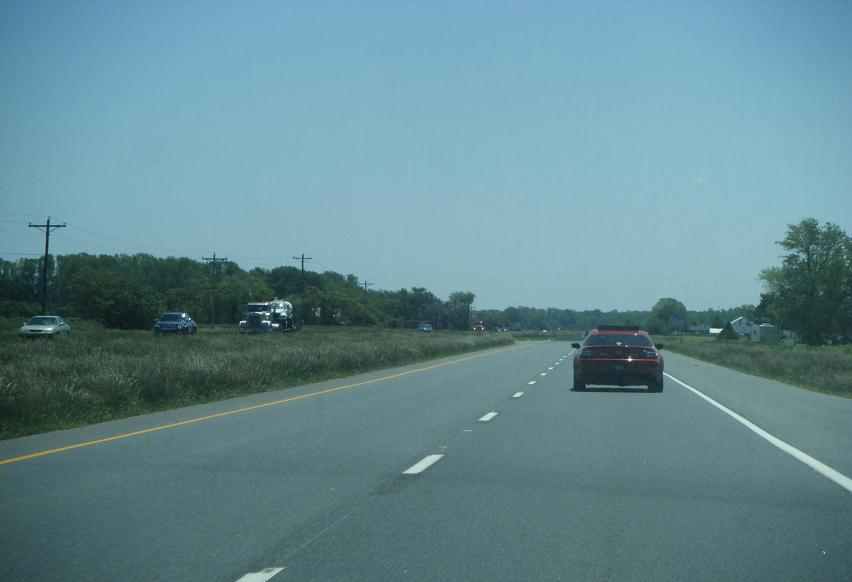
DE 1 na odcinku Milford – Milton (widok w kierunku południowym)

Po oddaleniu się od skrzyżowań z U.S. Route 9 i Delaware Route 404 oraz przejeździe nad linią kolejową Delaware Coast Line Railway DE 1 rozpoczyna swój 32-kilometrowy bieg przez teren hrabstwa Sussex, po drodze mijając rezerwat przyrody Prime Hook National Wildlife Refuge znajdujący się w pobliżu miasta Milton. W pobliżu rezerwatu droga krzyżuje się z Delaware Route 16 i Delaware Route 5. Na dawnym skrzyżowaniu dróg Delaware Route 1 i Delaware Route 30 rozpoczyna się odnoga DE 1 o nazwie Delaware Route 1 Business, dawny jednopasmowy odcinek DE 1 biegnący przez obszar miasta Milford (obecny odcinek DE 1 okrąża miasto w postaci obwodnicy o nazwie Milford Bypass). W przeciwieństwie do prawdziwych obwodnic, które posiadają bezkolizyjne węzły drogowe, Milford Bypass posiada również zwykłe skrzyżowania. Na jednym z nich DE 1 spotyka się z drogą Delaware Route 14, która pierwotnie biegła z Fenwick Island do Harrington, jednak w 1978 roku została skrócona do miasta Milford, kiedy zarządca transportu stanu Delaware DelDOT zmieniał oznaczenia dróg stanowych tak, aby były zgodne z systemem dróg międzystanowych U.S. Highway System.

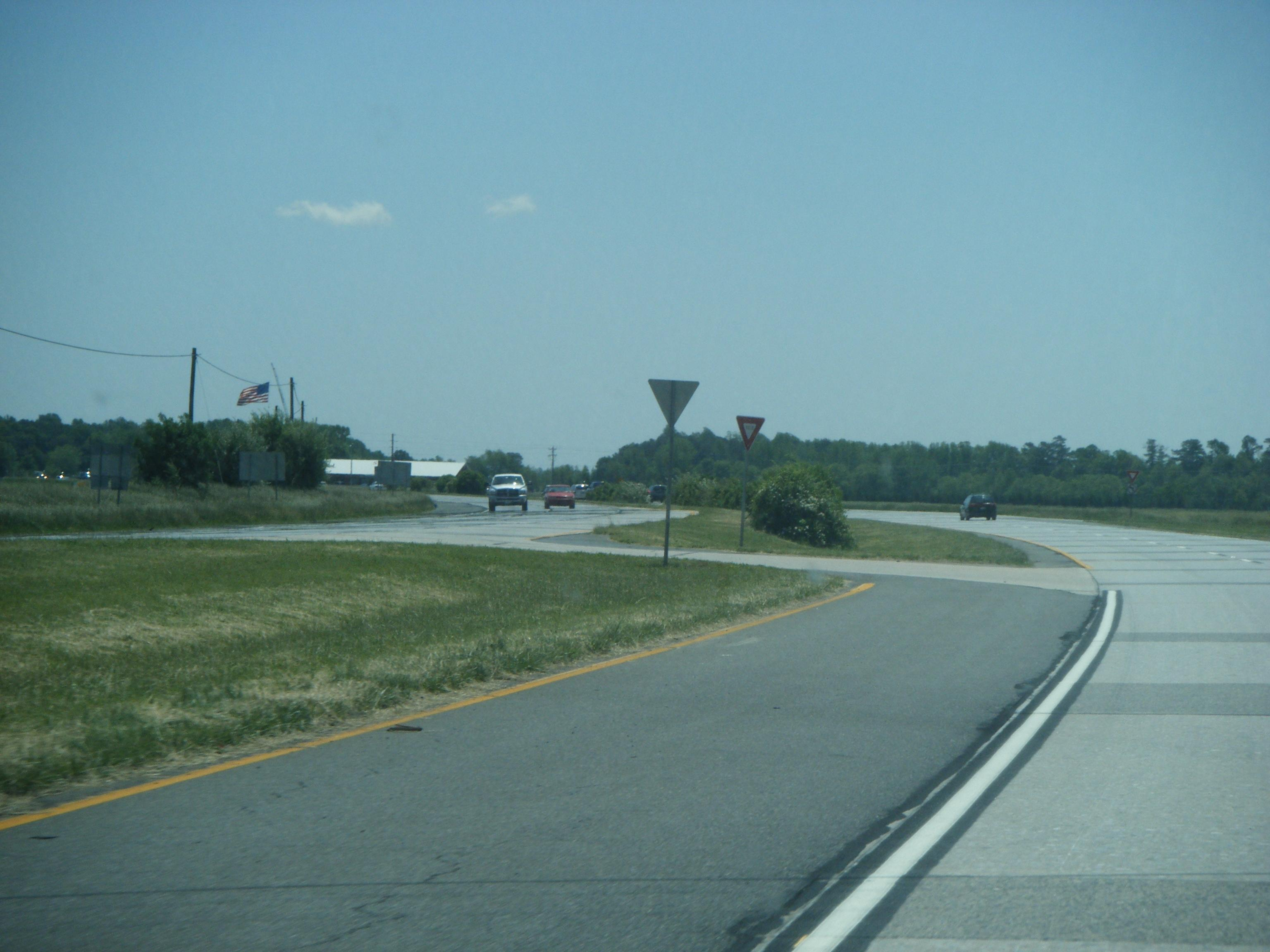
Skrzyżowanie DE 1 z Frederica Road na południe od miasta Frederica

Obwodnica Milford Bypass kończy się na północ od skrzyżowania z DE 14, przy skrzyżowaniu z U.S. Route 113. Do 2004 r. Delaware Route 1 i U.S. Route 113 biegły współbieżnie w kierunku północnym do Dover Air Force Base; po licznych petycjach wysłanych przez DelDOT do American Association of State Highway and Transportation Officials uzyskano zgodę na oddzielenie od siebie dróg Delaware Route 1 i U.S. Route 113. Do 1992 r. węzeł drogowy Delaware Route 1 i U.S. Route 113 służył jako północny kraniec drogi Delaware Route 1. Po ukończeniu budowy autostrady Korean War Veterans Memorial Highway, Departament Transportu Stanu Delaware wydłużył trasę DE 1 dalej na północ, aby zapobiec powstaniu ''luki'' między odcinkiem Fenwick Island – Milford a płatną, nowo wybudowaną autostradą.
Po oddaleniu się od U.S. Route 113 tras biegnie dalej na północ, w kierunku miasta Dover. po drodze okrążając miasto Frederica (za pomocą ekspresowej obwodnicy), w pobliżu którego krzyżuje się z Delaware Route 12. W listopadzie 2009 r. rozpoczęła się budowa nowego bezkolizyjnego węzła drogowego, na którym będą się krzyżowały te drogi – jego budowa została ukończona w czerwcu 2011 r. W dalszej kolejności trasa biegnie przez teren miejscowości Little Heaven, po czym pokonuje rzekę St. Jones za pomocą mostu wybudowanego w połowie lat 80. XX w. w ramach projektu dot. poszerzenia drogi U.S. Route 113 na odcinku Milford-Dover. Po pokonaniu rzeki St. Jones droga krzyżuje się z Delaware Route 9 na węźle drogowym wybudowanym w październiku 2009 r. Delaware Route 1 to dwupasmowa droga, która przed ukończeniem budowy Korean War Veterans Memorial Highway służyła jako alternatywa dla zatłoczonej drogi U.S. Route 13.

### Dover Air Force Base – Wilmington

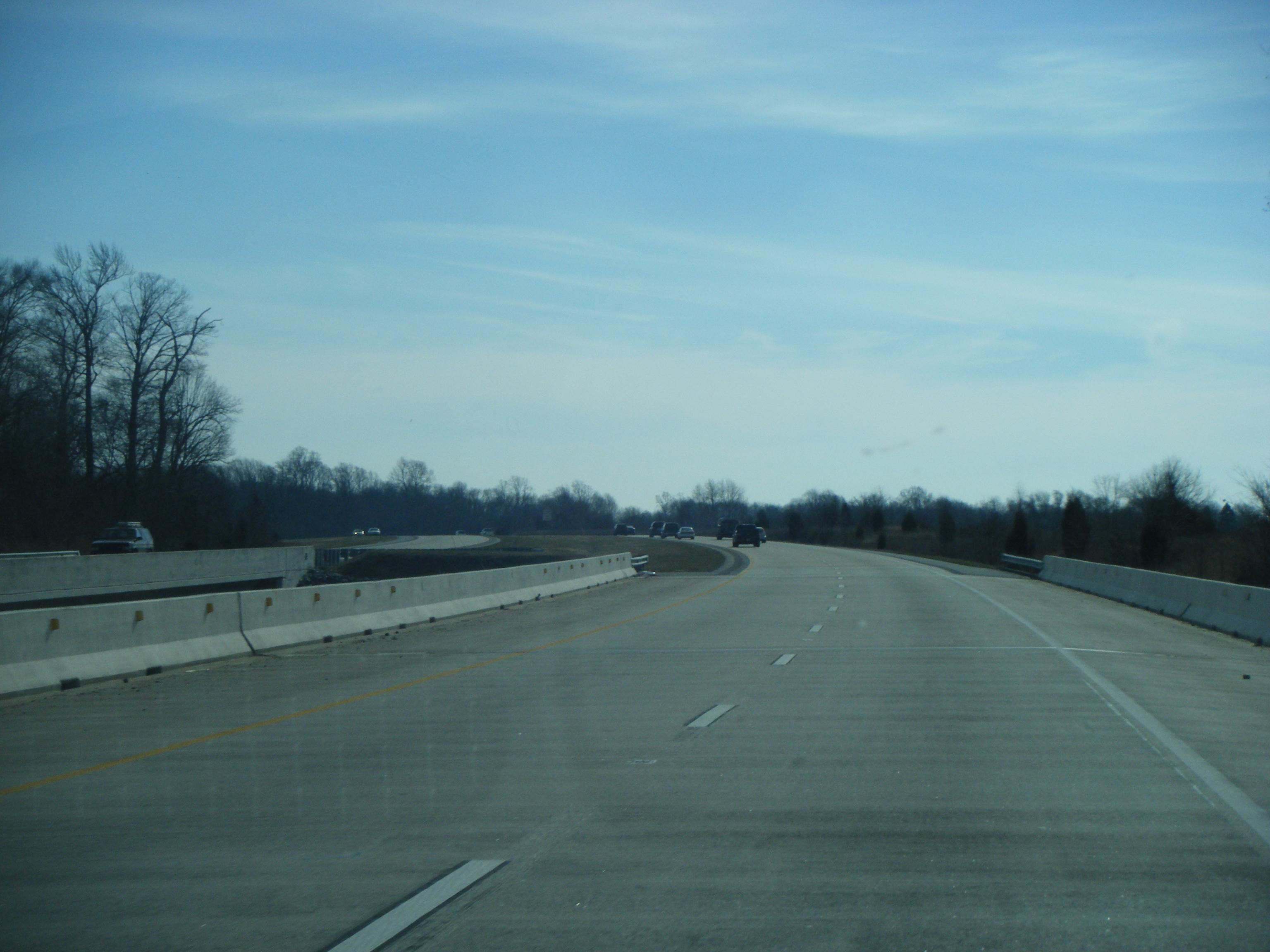
Delaware Route 1 na odcinku Smyrna – Dover (widok w kierunku południowym)

Po oddaleniu się od drogi Delaware Route 9 rozpoczyna się płatny odcinek DE 1 o nazwie ''Korean War Veterans Memorial Highway o długości 82.08 km (oryginalnie odcinek ten nosił nazwę ''Relief Route''; obecna nazwa została nadana w 1995 r. na cześć Pomnika Weteranów Wojny w Korei znajdującego się w Waszyngtonie). Po opuszczeniu węzła drogowego z Delaware Route 10 magistrala oddziela się od trasy, którą dawniej biegła nieistniejąca już droga U.S. Route 113 i biegnie jako dwupasmowa droga szybkiego ruchu na wschód od Dover. Odcinek DE 1 na wschód od Dover został wybudowany w 1992 r. według standardów Interstate Highway.(brak sygnalizacji świetlnych i skrzyżowań). Była to pierwsza droga biegnąca na wschodnim wybrzeżu USA, która była oznaczona za pomocą systemu metrycznego – system ten został jednak zmieniony na system anglosaski po niezatwierdzeniu ustawy mającej na celu wprowadzenie w USA systemu metrycznego. Pozostałością po systemie metrycznym są numery zjazdów, które podawane są w kilometrach, w przeciwieństwie do autostrad znajdujących się w systemie Interstate Highway System, których zjazdy są numerowane za pomocą systemu anglosaskiego.
Po przejechaniu przez punkt poboru opłat, który od 2004 roku obsługuje system E-ZPass, DE 1 spotyka U.S. Route 13 przy zjeździe położonym na północ od punktu poboru opłat i toru wyścigowego Dover International Speedway. Na odcinku Dover – Wilmington znajduje się pięć zjazdów na drogę U.S. Route 13. Pozostałe zjazdy umożliwiają zjazd na inne drogi stanowe oraz drogę międzystanową U.S. Route 40.

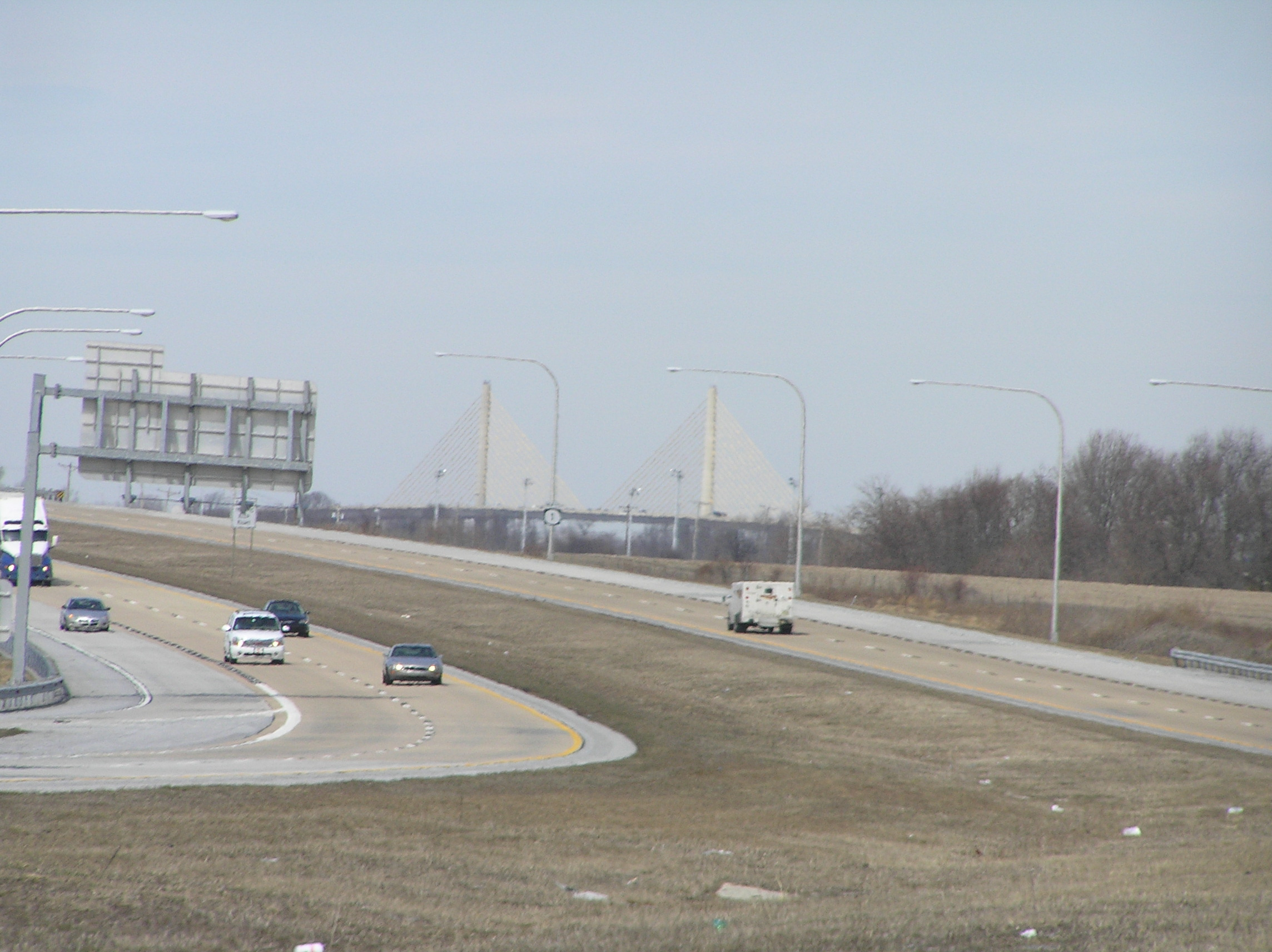
Delaware Route 1 (Korean War Veterans Memorial Highway) przekraczająca most Chesapeake & Delaware Canal Bridge biegnący nad kanałem Chesapeake and Delaware

Na północ od węzła drogowego, na którym po raz pierwszy spotykają się drogi Delaware Route 1 i U.S. Route 13, DE 1 biegnie w sąsiedztwie drogi U.S. Route 13 na północnych obrzeżach miasta Dover. Kolejny węzeł dróg Delaware Route 1 i U.S. Route 13 znajduje się na południe od miasta Smyrna. Na wschód od Smyrna droga wjeżdża na obszar hrabstwa New Castle. Na trzecim węźle drogowym dróg Delaware Route 1 i U.S. Route 13 (przy którym w latach 1992–2003 kończyła się Delaware Route 1) magistrala biegnie nad U.S. Route 13, a następnie za pomocą 13-kilometrowego odcinka omija miasteczko Townsend. W drodze do miast Odessa i Middletown Delaware Route 1 przekracza rzekę Appoquinimink, a następnie spotyka się z drogą stanową Delaware Route 299. Po oddaleniu się od Delaware Route 299 droga po raz kolejny przecina u.S. Route 13 oraz rzekę Drawyer, po czym spotyka się z drogą stanową Delaware Route 896 w miejscowości Boyds Corner.

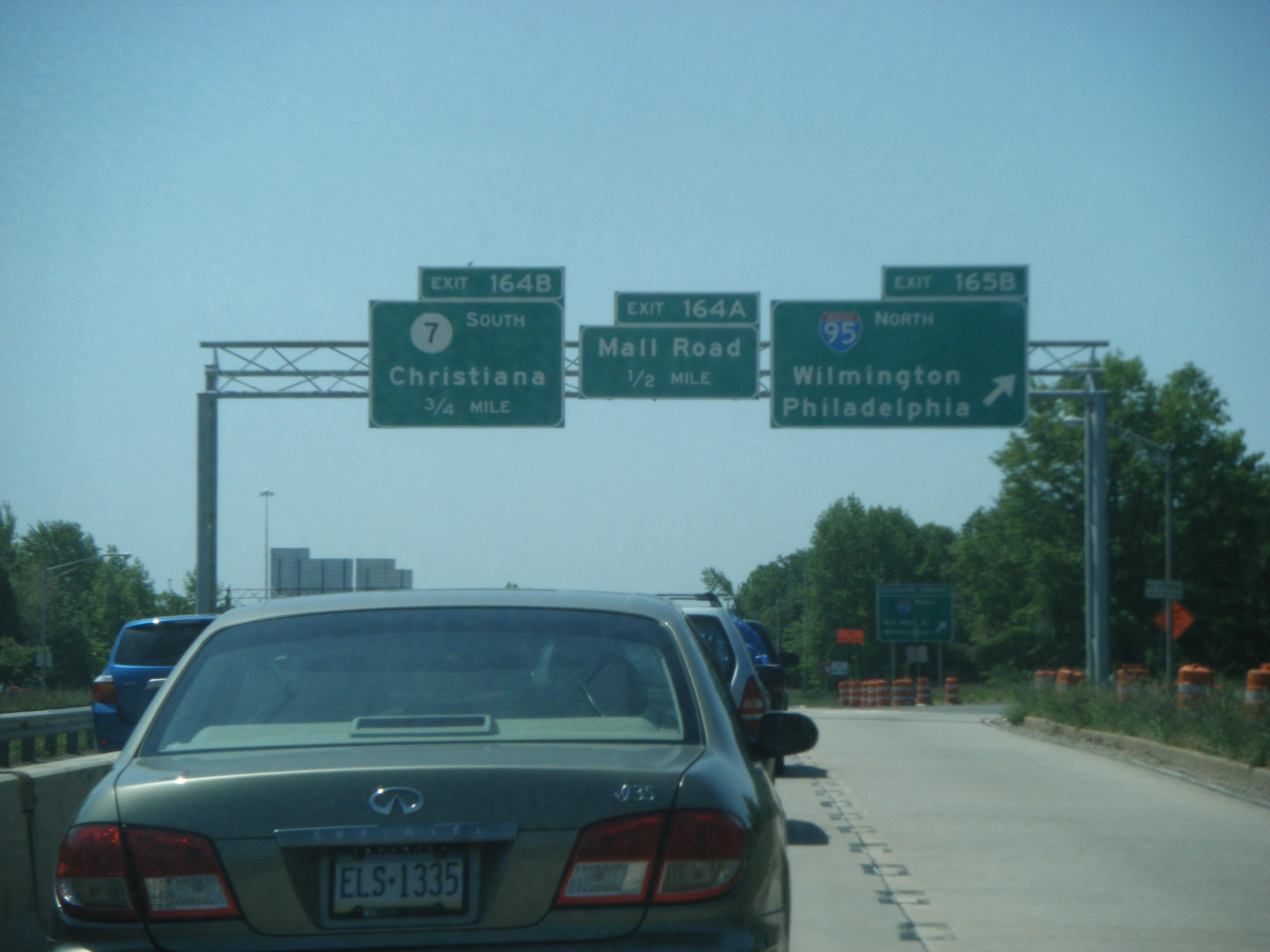
Delaware Route 1 i Delaware Route 7 przy węźle drogowym z autostradą Interstate 95 w pobliżu miejscowości Christiana

Po oddaleniu się od węzła drogowego z Delaware Route 896 droga przecina U.S. Route 13, po czym dociera do stacji poboru opłat Biddles Corner Toll Plaza. Jest to pierwsza tego typu stacja na wschodnim wybrzeżu, w której wprowadzony został system płatności E-ZPass, oraz wzorzec dla innych stacji poboru opłat znajdujących się na takich drogach jak Pennsylvania Turnpike, New Jersey Turnpike, Garden State Parkway czy Atlantic City Expressway. Po opuszczeniu stacji poboru opłat magistrala przekracza kanał Chesapeake and Delaware za pomocą Chesapeake & Delaware Canal Bridge (otwartego w 1995 r. mostu wantowego, który zastąpił wybudowany pod koniec lat 30. XX w. most St. Georges) oraz poszerza się do trzech pasów ruchu. Przy węźle drogowym z Delaware Route 72 magistrala rozpoczyna współbieżny bieg z U.S. Route 13. Delaware Route 1 i U.S. Route 13 rozdzielają się w pobliżu miejscowości Tybouts Corner
Przy węźle drogowym DE 1/US 13 magistrala ponownie staje się drogą dwupasmowąi kieruje się na północ, w stronę autostrady Interstate 95 (Delaware Turnpike), po drodze spotykając się z U.S. Route 40 i Delaware Route 273. W pobliżu centrum handlowego Christiana Mall w miejscowości Christiana Delaware Route 1 łączy się z drogą stanową Delaware Route 7, z którą biegnie na północ, w kierunku autostrady Interstate 95, którą spotyka przy węźle drogowym z rampą wiaduktową, za pomocą której można wjechać na autostradę podążającą w kierunku północnym. Delaware Route 1 kończy się przy węźle drogowym z Delaware Route 58, w pobliżu stacji kolejowej Churchmans Crossing, na północ od Interstate 95, natomiast Delaware Route 7 kontynuuje swój bieg w kierunku miejscowości Stanton.

## Opłaty za przejazd

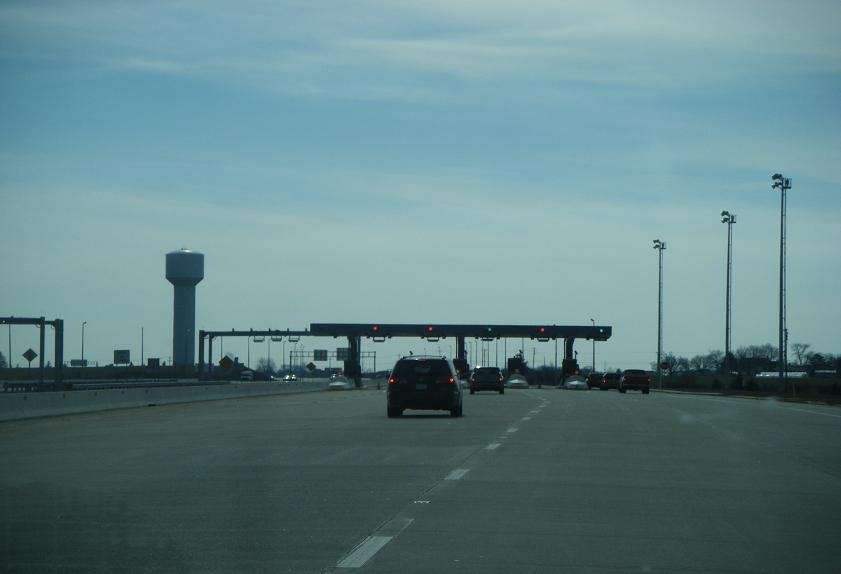
Stacja poboru opłat Biddles Corner Toll Plaza

Od 1 sierpnia 2014 r. opłata za przejazd 82-kilometrowym odcinkiem Delaware Route 1 wynosi 2 dolary w dni robocze i 5 dolarów w weekendy. Stacje poboru opłat w Dover i Biddles Corner pobierają 1 dolar w dni robocze i 3 dolary w weekendy. Opłaty weekendowe obowiązują od piątku (godz. 19:00) do niedzieli (godz. 23:00). Przy węźle drogowym nr 104 (ang. Exit 104), na wjeździe z drogi międzystanowej U.S. Route 13 oraz przy węźle drogowym nr 142 (ang. Exit 142), na wjeździe z drogi stanowej Delaware Route 896 pobierana jest opłata w wysokości 50 centów. Przy węźle drogowym nr 114 (ang. Exit 114), na wjeździe z drogi międzystanowej U.S. Route 13 pobierana jest opłata w wysokości 25 centów. We wszystkich stacjach poboru opłat funkcjonuje system E-ZPass. Dla motorzystów korzystających z systemu E-ZPass, którzy wjeżdżają za pomocą węzłów drogowych nr 104, 114 i 142 obowiązuje rabat w wysokości 50 centów przy węzłach nr 104 i 142 oraz 25 centów przy węźle nr 114. Istnieje również plan, aby wprowadzić 50-procentowe rabaty dla osób jeżdżących tą drogą co najmniej 30 razy w ciągu 30 dni.
Pierwotne opłaty za przejazd w Dover i Biddles Corner wynosiły jeden dolar. 1 października 2007 r. opłaty w weekendy zostały podniesione do 2 dolarów w celu dofinansowaniu projektów transportowych na terenie stanu. W tym samym czasie opłaty za przejazd samochodów dostawczych wzrosły o 1 dolar w dni robocze i 2 dolary w weekendy. 1 sierpnia 2014 r. opłaty za przejazd w Dover i Biddles Corner zostały podniesione do 3 dolarów, również w celu dofinansowaniu projektów transportowych na terenie stanu.

## Historia
Obecnie projektowana jest autostrada, która rozszerzy Delaware Route 1 do południowego krańca półwyspu Delmarva. Autostrada ta ma biec przez obszar stanów Maryland i Wirginia. Jej trasa ma przebiegać m.in. przez 17-kilometrowy tunel-most autostradowy Chesapeake Bay Bridge-Tunnel oraz miasto Norfolk, wzdłuż drogi międzystanowej U.S. Route 13. Jej koniec został ustalony w mieście Raleigh w stanie Karolina Północna. Jej budowa ma kosztować od 500 milionów do 1 miliarda dolarów. Autostrada ta będzie nosiła nazwę Interstate 101.

## Projekty
Przy skrzyżowaniu dróg U.S. Route 9 i Delaware Route 404 w pobliżu Lewes prowadzony jest projekt mający na celu poszerzenie Delaware Route 1 do trzech pasów ruchu na odcinku między skrzyżowaniem a drogą Delaware Route 1A. Poszerzony ma zostać również płatny odcinek między miejscowością Tybouts Corner a węzłem drogowym Delaware Route 1 i Interstate 95 – odcinek ten również zostanie poszerzony do trzech pasów ruchu.
Departament Transportu Stanu Delaware ukończył przebudowę węzła drogowego Delaware Route 1 i Interstate 95 znajdującego się w pobliżu centrum handlowego Christiana Mall, dzięki czemu zmniejszyła się liczba korków. Budowa nowej drogi dojazdowej do centrum handlowego trwała między lutym 2011 r. a marcem 2012 r.
W planach jest także przebudowa DE 1 na podobieństwo odcinka drogi międzystanowej U.S. Route 301 w stanie Maryland, jednak zostanie ona przeprowadzona dopiero po prywatyzacji Delaware Route 1 i Delaware Turnpike.
Planowana jest również przebudowa skrzyżowań równorzędnych, znajdujących się przy południowym odcinku drogi, na skrzyżowania bezkolizyjne. Są to m.in. skrzyżowania z: Frederica Road w miejscowości Frederica, Bowers Beach Road w Little Heaven, Delaware Route 30 w Milford i Thompsonvillle Road w Milford.

## Główne skrzyżowania
| Hrabstwo                                 | Miejsce                       | Mila                                 | km                                    | Nr zjazdu                                        | Miejsca przeznaczenia | Uwagi |
| ---------------------------------------- | ----------------------------- | ------------------------------------ | ------------------------------------- | ------------------------------------------------ | --- | --- |
| Sussex                                   | Fenwick Island                | 0.00                                 | 0.00                                  |                                                  | Maryland Route 528 south (Coastal Highway) – Ocean City | Granica stanów Delaware i Maryland, południowy koniec Delaware Route 1 |
| Sussex                                   | Fenwick Island                | 0.10                                 | 0.16                                  |                                                  | Delaware Route 54 west (Lighthouse Road) | |
| Sussex                                   | Bethany Beach                 | 6.08                                 | 9.78                                  |                                                  | Delaware Route 26 west (Garfield Parkway) – Millville, Ocean View | |
| Sussex                                   | Rzeka Indian                  |                                      |                                       | Indian River Inlet Bridge                        | Indian River Inlet Bridge | Indian River Inlet Bridge |
| Sussex                                   | Dewey Beach                   | 17.17                                | 27.63                                 |                                                  | Delaware Route 1A north (King Charles Avenue) – Rehoboth Beach | Węzeł drogowy |
| Sussex                                   | Rehoboth Beach                |                                      |                                       |                                                  | Delaware Route 1B south (State Road) – Rehoboth Beach | Węzeł drogowy |
| Sussex                                   | Rehoboth Beach                |                                      |                                       |                                                  | Oyster House Road | Węzeł drogowy, brak zjazdu z DE 1 biegnącej w kierunku północnym |
| Sussex                                   | Rehoboth Beach                | 18.93                                | 30.46                                 |                                                  | Delaware Route 1A south (Rehoboth Avenue) – Rehoboth Beach, Henlopen Acres | |
| Sussex                                   | Midway                        | 21.13                                | 34.01                                 |                                                  | Delaware Route 24 west / Delaware Route 1D north (John J. Williams Highway) – Oak Orchard, Millsboro | |
| Sussex                                   | Carpenters Corner             | 22.55                                | 36.29                                 |                                                  | U.S. Route 9 east (Dartmouth Drive) – prom Cape May-Lewes | Południowy koniec współbieżnej drogi Delaware Route 1 i U.S. Route 9 |
| Sussex                                   | Five Points                   | 23.67                                | 38.09                                 |                                                  | U.S. Route 9 west / Delaware Route 404 west (Lewes Georgetown Highway) do Delaware Route 23/Delaware Route 1D – Georgetown, William Preston Lane Jr. Memorial Bridge U.S. Route 9 Business east (Savannah Road) – Lewes | Północny koniec współbieżnej drogi Delaware Route 1 i U.S. Route 9 |
| Sussex                                   | Milton                        | 30.46                                | 49.02                                 |                                                  | Delaware Route 16 (Broadkill Road) – Milton, Greenwood, William Preston Lane Jr. Memorial Bridge, Broadkill Beach | |
| Sussex                                   | Milton                        | 32.68                                | 52.59                                 |                                                  | Delaware Route 5 south (Union Street Extended) – Milton | |
| Sussex                                   | Cedar Creek                   |                                      |                                       |                                                  | Delaware Route 30 Alt. south (Johnson Road) – Lincoln | |
| Sussex                                   | Cedar Creek                   |                                      |                                       |                                                  | Delaware Route 30 south (Cedar Creek Road) – Lincoln | Węzeł drogowy |
| Sussex                                   | Milford                       | 39.91                                | 64.23                                 |                                                  | Delaware Route 1 Bus. north – Milford | Zjazd na Delaware Route 1 Bus. jedynie z jezdni Delaware Route 1 biegnącej w kierunku północnym, wjazd z Delaware Route 1 Bus. jedynie na jezdnię DE 1 biegnącą w kierunku południowym |
| Sussex                                   | Milford                       | 41.42                                | 66.66                                 |                                                  | Delaware Route 36 – Milford, Slaughter Beach | Węzeł drogowy |
| Kent                                     | Milford                       |                                      |                                       |                                                  | Delaware Route 14 west (Northeast Front Street) | |
| Kent                                     | Milford                       |                                      | Northeast 10th Street – North Milford |                                                  | | |
| Kent                                     | Milford                       | 43.96                                | 70.75                                 |                                                  | Delaware Route 1 Bus. south / U.S. Route 113 south | Brak zjazdu z jezdni DE 1 biegnącej w kierunku północnym, wjazd z US 113 na jezdnię DE 1 biegnącą jedynie w kierunku północnym                                                         |
| Kent                                     |                               |                                      |                                       | Thompsonville Road – Thompsonville, South Bowers | | |
| Kent                                     | Frederica                     | 49.89                                | 80.29                                 | 86                                               | Delaware Route 12 west (Frederica Road) – North Frederica | Węzeł drogowy |
| Kent                                     |                               | 51.66                                | 83.14                                 |                                                  | Bowers Beach Road – Bowers Beach | |
| Kent                                     | Little Heaven                 | 52.12                                | 83.88                                 |                                                  | Clapham Road – Magnolia, Rising Sun, jezioro Moores | Dawniej U.S. Route 113 Alt. |
| Kent                                     |                               |                                      |                                       |                                                  | Trap Shooters Road – Magnolia | Węzeł drogowy |
| Kent                                     | Dover Air Force Base          | 56.22                                | 90.48                                 | 91                                               | Delaware Route 9 north (Trap Shooters Road) – Kitts Hammock, Little Creek | Węzeł drogowy |
| Kent                                     | Dover Air Force Base          | Południowy kraniec drogi ekspresowej |                                       |                                                  | | |
| Kent                                     | Dover Air Force Base          |                                      |                                       | 92                                               | Dover AFB Commercial Gate | |
| Kent                                     | Dover Air Force Base          | 57.88                                | 93.15                                 | 93                                               | Dover AFB Main Gate, Visitors | |
| Kent                                     | Dover Air Force Base          | 59.71                                | 96.09                                 | 95                                               | Delaware Route 10 – Dover, Camden, Dover AFB North Gate | Dawniej U.S. Route 113 |
| Kent                                     | Dover Air Force Base          |                                      |                                       | 97                                               | To U.S. Route 13 (via Puncheon Run Connector – Salisbury, Norfolk) | |
| Kent                                     | Dover                         | 61.37                                | 98.77                                 | 98                                               | Delaware Route 8 – Downtown Dover, Little Creek | Dojazd do szpitala Bayhealth Kent General |
| Kent                                     | Dover                         | Stacja poboru opłat Dover Toll Plaza |                                       |                                                  | | |
| Kent                                     | Dover                         | 65.24                                | 104.99                                | 104                                              | U.S. Route 13 to Delaware Route 8 – Downtown Dover, Little Creek | Stacja poboru opłat przy wjeździe na Delaware Route 1 |
| Kent                                     | Smyrna                        | 71.47                                | 115.02                                | 114                                              | U.S. Route 13 to Delaware Route 6 / Delaware Route 300 – South Smyrna | Stacja poboru opłat przy wjeździe na Delaware Route 1 |
| New Castle                               | Smyrna                        | 76.17                                | 122.58                                | 119                                              | U.S. Route 13 to Delaware Route 6 / Delaware Route 300 – Smyrna, Rest Area, Townsend | Oznaczony jako 119A i 119B |
| New Castle                               | Odessa                        | 85.20                                | 137.12                                | 136                                              | Delaware Route 299 to U.S. Route 13 – Odessa, Middletown, Townsend | |
| New Castle                               | Boyds Corner                  | 89.12                                | 143.42                                | 142                                              | U.S. Route 13 / Delaware Route 896 to U.S. Route 301 – Mt. Pleasant, St. Georges, Boyds Corner | Stacja poboru opłat przy wjeździe na Delaware Route 1 |
| New Castle                               | Biddles Corner                |                                      |                                       | Stacja poboru opłat Biddles Corner Toll Plaza    | Stacja poboru opłat Biddles Corner Toll Plaza | Stacja poboru opłat Biddles Corner Toll Plaza |
| New Castle                               | St. Georges                   |                                      |                                       | 148                                              | To U.S. Route 13 – South St. Georges | Stacja poboru opłat przy wjeździe na Delaware Route 1 |
| New Castle                               | Kanał Chesapeake and Delaware |                                      |                                       | Chesapeake and Delaware Canal Bridge             | Chesapeake and Delaware Canal Bridge | Chesapeake and Delaware Canal Bridge |
| New Castle                               | Wrangle Hill                  | 94.81                                | 152.71                                | 152                                              | U.S. Route 13 south / Delaware Route 72 to Delaware Route 7 – Delaware City, Newark, South St. Georges | Południowy koniec współbieżnej drogi z U.S. Route 13 |
| New Castle                               | Tybouts Corner                | 97.08                                | 156.24                                | 156                                              | U.S. Route 13 north / Delaware Route 71 to Interstate 295 – New Castle, Wilmington, Red Lion, New Jersey, New York | Północny koniec współbieżnej drogi z U.S. Route 13, zjazd oznaczony jako 156A (DE 71) i 156B (US 13)                                                                                   |
| New Castle                               | Bear                          | 99.28                                | 159.78                                | 160                                              | U.S. Route 40 – Bear, Glasgow | |
| New Castle                               | Christiana                    | 101.01                               | 162.56                                | 162                                              | Delaware Route 273 – Newark, New Castle | |
| New Castle                               | Christiana                    |                                      |                                       | 164                                              | Delaware Route 7 south / Mall Road – Newark, New Castle | Południowy koniec współbieżnej drogi z Delaware Route 7, zjazd oznaczony jako 164A (Mall Road) i 164B (DE 7)                                                                           |
| New Castle                               | Christiana                    | 102.63                               | 165.17                                | 165                                              | Interstate 95 south (Delaware Turnpike) – Newark, Baltimore – Wilmington, Philadelphia, New Jersey, New York | Zjazd oznaczony jako 165A, 165B i 165C |
| New Castle                               | Churchmans Crossing           | 103.02                               | 165.79                                | 166                                              | Delaware Route 58 (Churchmans Road) – Churchmans Crossing Delaware Route 7 north (Stanton Christiana Road) – Stanton, Pike Creek                                                                                        | Północny koniec Delaware Route 1; dojazd do Christiana Hospital |
| 1.000 mi = 1.609 km; 1.000 km = 0.621 mi |                               |                                      |                                       |                                                  | | |

## Drogi alternatywne
Delaware Route 1A
Delaware Route 1B
Delaware Route 1D
Delaware Route 1 Business